# Fuente de la Villa (Valdemoro)
La fuente de la Villa de Valdemoro fue construida en 1605 a raíz de la concesión del privilegio de feria concedido en 1603 por Felipe III a esa Villa. Está construida en piedra de Colmenar, consta de tres caños y está coronada por el primer escudo conocido de la Villa. Su finalidad era servir como abrevadero a los animales traídos por los comerciantes, de ahí que en su origen contara, además del pilón con tres caños, con un espacio para este fin.
La fuente ha sido sometida a continuas restauraciones, lo que ha permitido que llegue a nuestros días en buen estado. La primera se realizó en 1778, siguiendo las tendencias constructivas, ornamentales e higiénicas que por entonces promovía el movimiento ilustrado; y la última en 2004, cuando se saneó y limpió la piedra. En 1997 fue objeto de un trabajo de limpieza y restauración de la piedra y de la canalización de sus aguas.
Goza de protección integral dentro del Catálogo de Bienes y Espacios Protegidos del Plan General de Valdemoro. En 2002 fue incoada su inclusión en el Registro General de Bienes de Interés Cultural del Ministerio de Cultura de España como Monumento Histórico Artístico, y en octubre de 2007 el consistorio ha propuesto formalmente incluir la fuente de la Villa en dicho inventario.